# Villa Caro
Villa Caro es un municipio del departamento del Norte de Santander en Colombia. Tiene 5.412 habitantes, está ubicado en una altitud de 1600 metros sobre el nivel del mar, en la región andina, y su economía es la agricultura y la ganadería. Una gran parte del municipio (más de 8 mil hectáreas) forma parte del Páramo de Santurbán, fuente hídrica para el río Sardinata, y para los departamentos del Norte de Santander y de Santander en general.

## Reseña histórica
Los españoles ubicados en Pamplona (Colombia), que buscaban un camino fácil y corto que los condujera al mar por la vía del río Magdalena, fundaron en esta larga ruta pueblos y puestos de pasada. Entre los primeros figuran Ocaña y Salazar, y entre los segundos el actual Villa Caro, entonces anónimo. Su situación arrinconada en estos terrenos inexplorados y selváticos, y la escasez de pobladores, impidió durante largos años su progreso.
En cuanto a las tribus que habitaban estas comarcas, se encontraron algunos vestigios de ellas en las cercanías de la cabecera municipal, en el páramo de Ibáñez, y en la fracción del Molino en una gigantesca peña rocosa en donde se pueden apreciar los restos de lo que, al perecer, fue un cementerio indígena. La posición en cuclillas de aquellos cadáveres hace parecer que pertenecían a los Motilones, ya que ésta era su costumbre.
Otro hecho que merece destacarse en su evolución histórica es que el hoy municipio de Bucarasica, fue corregimiento de San Pedro hasta 1907, luego volvió a reintegrarse en 1913; por ordenanza n.º 11 de 1941 de la Asamblea del Norte de Santander, pasó a ser corregimiento y la cabecera municipal se le dio a Bucarasica hasta 1948, cuando recuperó nuevamente la categoría de municipio, y fue nombrado como primer alcalde el doctor Lucio Pabón Núñez, su hijo más ilustre.
El poblado llevó el nombre de San Pedro hasta 1932, cuando por disposición de la Asamblea y en memoria de uno de los hombres más ilustres de la provincia de Ocaña, Don José Eusebio Caro, se le dio el nombre de Villa Caro.

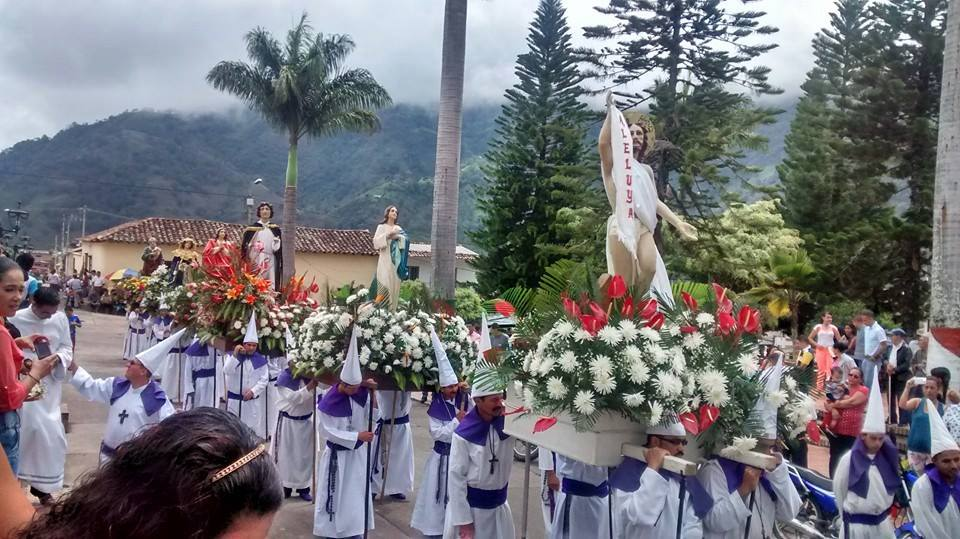
Domingo de resurrección en Villa Caro

## Festividades
- Julio 29: fiestas patronales
- Fiestas Colrosarinas
- Novena Navideña
- Semana Santa
- fiestas sanpedrinas

## Sitios turísticos
Iglesia San Pedro, Parque principal, Monumento a Cristo Rey, Monumento a la Virgen de Lourdes, Plaza de toros "San Isidro", aguas calientes el instituto por donde pasó Simón Bolívar el páramo, el monumento de la Virgen del Carmen, el Páramo de Guerrero (laguna de guerrero, pozo bravo, finca la paila, la Mesa), La cascada de la Humareda, la cascada del Oso, la Cueva de los Guacharos (Vereda el Ultimo, Finca la Vuelta), las Cuevas del Molino.